# Castillo Kihara
El Castillo Kihara (木原城), Kihara-jō) fue un castillo japonés tipo hirayamashiro (平山城)  ubicado cerca al lago Kasumigaura  en  la villa de  Miho, de la Prefectura de Ibaraki, Japón.

## Ubicación
Parque Kiharajō-Shiroyama.
Dirección: 〒300-0421, 1714-1, Kihara, Miho-mura, Distrito de Inashiki, Ibaraki, Japan.
Planos y vistas satelitales: 36°01′14.6″N 140°17′23.2″E / 36.020722, 140.289778

## Historia
No existen registros confiables sobre el momento de su construcción. El tamaño de este castillo se presume debe haber sido grande, rodeado por  fosos profundos y  protegido por tierra pantanosa al oeste ocasionado por el lago Kasumigaura.
Las reseñas es que fue  construido por el clan Kondo, uno de los clanes vasallos del clan Toki, en la Provincia de Hitachi. 
Kondo Yoshikatsu era el señor del castillo en 1506.
En el castillo se desarrollaron varias batallas. 
En 1574, fue atacado y cayó debido a la traición de Kenmotsu Edosaki un vasallo de Oda Ujiharu (un daimio de esa de Provincia de Hitachi). 
En 1583, volvió a caer por el ataque de las fuerzas aliadas de los clanes Satake y Ashina. 
En 1590, cuando el Clan Go-Hōjō entregó el Castillo de Odawara a Toyotomi Hideyoshi, este Castillo Kihara fue entregado a Satake Yoshishige vasallo de Toyotomi Hideyoshi.
Durante la Batalla de Sekigahara de 1600, Satake Yoshinobu hijo de Sakate Yoshishige, permaneció neutral en la batalla referida,  debido a ello fue castigado y transferido por Tokugawa Ieyasu a la Provincia de Dewa en 1602. El Castillo Kihara comenzó su declive en 1603 y en los años siguientes fue abandonado.

## El castillo hoy en día
Las ruinas del Castillo Kihara es un sitio donde el foso profundo y los trabajos de la tierra aún están en el buen estado de preservación.
El sitio alberga un parque en las ruinas del castillo. El festival de Shiroyama se lleva a cabo en la primavera en este lugar. 